# جنرال الکتریک جی۷۹
جنرال الکتریک جی۷۹ (به انگلیسی: General Electric J79) یک موتور جریان محوری از نوع توربوجت ساخته شده برای استفاده وسیع در هواگرد های جنگنده و بمب افکن و البته موشک های کروز سوپرسونیک است.
جِی۷۹ توسط شرکت جی ای ایوییشن‌ در آمریکا و تحت لیسانس دیگر شرکت های مطرح از سراسر جهان ، تولید شد.
در میان استفاده های دیگر این موتور همچنین در جنگنده های اف_۱۰۴ استارفایتر، بی_۵۸ هاسلر، اف_۴ فانتوم، ای_۵ ویجیلانت و کفیر ساخت صنایع هوایی اسرائیل نیز استفاده شده است.